# 卢氏县扶贫搬迁工程
卢氏县扶贫搬迁工程是中华人民共和国河南省三门峡市卢氏县境内的一个民生工程，也是卢氏县脱贫工作中的一个重点项目。王振伟执政时期试点，历经王振伟、王振清和王战方三代领导人后，卢氏县从2016年开始进行大规模扶贫搬迁，纳入扶贫搬迁的群众多达3.3万人。直接负责此项工程的机构为卢氏县扶贫开发办公室。

## 背景
2020年前，卢氏县是秦巴山区连片特困地区扶贫开发重点县，也是国家级贫困县。为了确保卢氏县能够在2020年顺利脱贫，政府投资20亿元人民币，开始实施大规模扶贫搬迁工程，主要针对的是境内偏远的村落。

## 官方声明
卢氏县委书记王清华于2018年向新华社介绍:搬迁是手段，脱贫才是目的。王清华还称政府已经为扶贫搬迁人员提供了技术学习平台和工作岗位。

## 成效
截止到2021年2月份，卢氏县已经对8727户31353人进行了扶贫搬迁，建造了55个搬迁安置点。卢氏县横涧乡营子村的兴贤里社区是河南省最大的易地扶贫搬迁小区。卢氏县官方在进行扶贫搬迁的同时，也着眼搬迁群众生活中的一些小事，如帮助没有学费的大学生上大学和帮助生病的人看病。

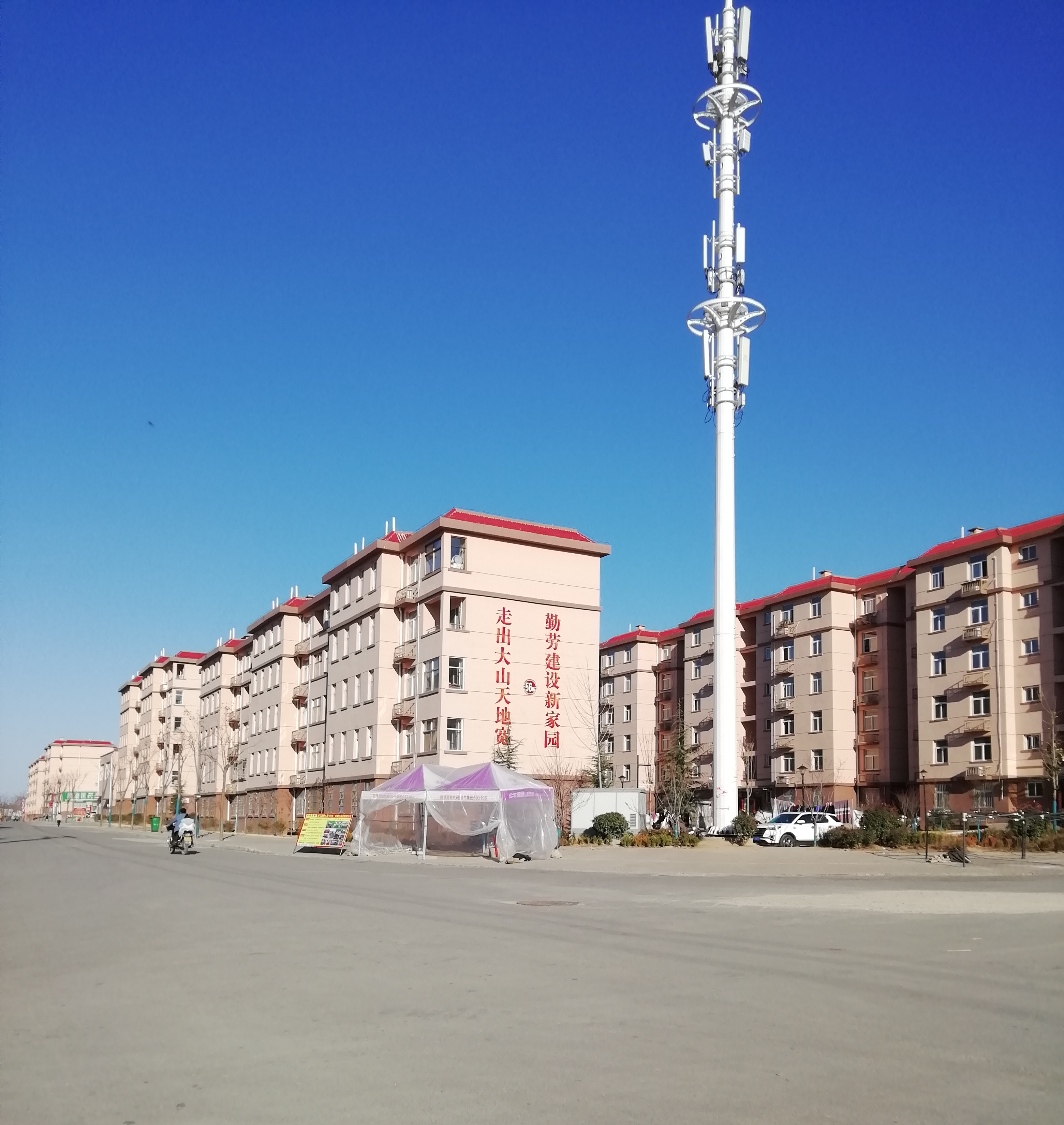
卢氏县兴贤里社区，从照片中可以看到墙上还有标语。